# Crassula socialis
Espèce
Crassula socialis est une espèce de plantes succulentes de la famille des Crassulacées originaire d'Afrique du Sud.